# Вилађо Адрјатико (Лече)
Вилађо Адрјатико (итал. Villaggio Adriatico) је насеље у Италији у округу Лече, региону Апулија.
Према процени из 2011. у насељу је живело 217 становника. Насеље се налази на надморској висини од 4 м.